# Szymczakowskia bajrjamovae
Szymczakowskia bajrjamovae är en insektsart som beskrevs av Irena Dworakowska 1974. Szymczakowskia bajrjamovae ingår i släktet Szymczakowskia och familjen dvärgstritar. Inga underarter finns listade i Catalogue of Life.